# Мушович, Джемалудин
Джемалудин Мушович (босн. Džemaludin Mušović; 30 октября 1944, Сараево) — югославский футболист, нападающий, и боснийский футбольный тренер.

## Карьера игрока
Мушович начал свою футбольную карьеру в 1962 в клубе «Сараево». И уже через три года (в 1965) был приглашён в национальную сборную Югославии, за которую он провёл 10 игр, забив 2 мяча. В 1967 в составе «Сараево» Мушович становится чемпионом Югославии. В том же году он переходит в сплитский «Хайдук», с которым в 1971 выигрывает Чемпионат Югославии, а в 1972 становится обладателем Кубка Югославии.

### Достижения
- Чемпион Югославии (1967, 1971)
- Обладатель Кубка Югославии (1972)

## Карьера тренера
Тренерская карьера Мушовича начиналась в небольших клубах Боснии и Герцеговины. Первый успех пришёл в 1986 году, когда он смог вывести «Челик» в Первую лигу Югославии.
В 1988 году Мушович возглавляет свой родной клуб «Сараево», в котором он проработал 2 года. Одновременно с этим он является помощником главного тренера сборной Югославии Ивицы Осима. Итогом этого сотрудничества становится выход сборной Югославии в четвертьфинал чемпионата мира 1990 года.
После завершения чемпионата мира Мушович уезжает на работу в Катар, где до 1995 года тренирует такие футбольные клубы, как «Катар СК», «Аль-Садд» и «Аль-Араби». В 1995-96 годах он работает в ОАЭ, тренируя столичную «Аль-Джазиру». После окончания гражданской войны в Югославии в 1996 Мушович возвращается на родину, где до 1998 работает спортивным директором в одном из футбольных клубов Боснии и Герцеговины. С 1998 по 1999 он становится главным тренером сборной страны.
В 1999 Мушович возвращается в Катар, где во главе клуба «Аль-Садд» выигрывает чемпионат страны и становится обладателем Кубка эмира. В 2002 и 2004, возглавляя другой катарский клуб — «Катар СК», выигрывает Кубок Наследного Принца, а в 2003 привёл клуб к золотым медалям чемпионата. Трижды (в 2002, 2003 и 2004) Мушович признавался тренером года в Катаре.
В августе 2004 Мушович совместно с французом Филиппом Труссье возглавляет национальную сборную Катара, с которой сразу же выигрывает Кубок Персидского залива. В 2006 возглавляемая им сборная проходит квалификацию на Кубок Азии по футболу 2007 и выигрывает золотые медали на 15-х Азиатских играх.

### Достижения
- Тренер года в Катаре (2002, 2003, 2004)
- Чемпион Катара: 1999/00, 2002/03
- Победитель Кубка эмира: 2000
- Победитель Кубка Наследного Принца (2002, 2004)
- Победитель Второй Лиги Югославии (1986)